# Coronach/Scobey Border Station Airport

i7
i11
i13
Der Coronach/Scobey Border Station Airport befindet sich 15 km südöstlich der Gemeinde Coronach, Saskatchewan und 21 km nördlich von Scobey, Montana.
Die Piste befindet sich exakt auf der Grenze zwischen Kanada und den Vereinigten Staaten. Zollabfertigungen können auf beiden Seiten der Grenze vorgenommen werden, jedoch muss man sich zwei Stunden vor der Landung beim Zoll anmelden. Landungen sind nur während der Zollöffnungszeiten gestattet.

## Infrastruktur und Flugzeuge
Der Flughafen hat eine Fläche von 2,4 Hektar und eine Landebahn aus Gras mit den Ausmaßen 1010 × 23 Meter. Die kanadischen Behörden verzeichnen diese als 08/26, während die Piste in den USA die Bezeichnung 7/25 trägt.